# Tibiodrepanus sinicus
Tibiodrepanus sinicus är en skalbaggsart som beskrevs av Edgar von Harold 1868. Tibiodrepanus sinicus ingår i släktet Tibiodrepanus och familjen bladhorningar. Inga underarter finns listade i Catalogue of Life.